# Liparis montagui
Espèce
Synonymes
- Cyclopterus gobius Nilsson, 1832[1]
- Cyclopterus montagui Donovan, 1804[1]
- Liparis ekstromii Malm, 1865[1]
- Liparis maculatus Malm, 1865[1]
- Liparis montagui annulatus Collett, 1879[1]
- Liparis montagui obscurus Collett, 1879[1]
- Liparis montagui pictus Collett, 1879[1]
- Liparis montagui principalis Collett, 1879[1]
- Liparis montagui striatus Collett, 1879[1]

Liparis montagui, communément appelé la petite limace de mer, est une espèce de poissons de la famille des Liparidae.
Il vit dans le nord-est de l'Atlantique, principalement autour des îles Britanniques, dans la mer du Nord, la Manche, la façade atlantique de la France, la mer de Norvège, du sud de l'Islande jusqu'à loin au nord dans la mer de Barents. C'est un petit poisson démersal (maximum 12 cm), vivant généralement entre la zone intertidale et 30 mètres de profondeur, où il se cache sous les pierres ou les algues. Il se nourrit principalement de petits invertébrés, tels que de petits crabes, des crevettes et des amphipodes.